# ماتیا زانوتی
ماتیا زانوتی (زادهٔ ۱۱ ژانویه ۲۰۰۳) بازیکن فوتبال اهل ایتالیا است که برای باشگاه فوتبال لوگانو در پست دفاع راست بازی می‌کند.

## عملکرد باشگاهی

### اینترمیلان
وی اولین بازی خود را با پیراهن باشگاه فوتبال اینتر میلان در سری آ مقابل باشگاه فوتبال کالیاری انجام داد، بازی در پایان ۴ بر ۰ به سود اینتر میلان به پایان رسید. او با این تیم قهرمان سوپرجام فوتبال ایتالیا ۲۰۲۲ شد.

## آمار باشگاهی
| باشگاه      | فصل         | لیگ         | لیگ  | لیگ | جام حذفی | جام حذفی | قاره‌ای | قاره‌ای | دیگر | دیگر | مجموع | مجموع |
| باشگاه      | فصل         | دسته        | بازی | گل  | بازی     | گل       | بازی   | گل     | بازی | گل   | بازی  | گل    |
| ----------- | ----------- | ----------- | ---- | --- | -------- | -------- | ------ | ------ | ---- | ---- | ----- | ----- |
| اینترمیلان  | ۲۲–۲۰۲۱     | سری آ       | ۱    | ۰   | ۰        | ۰        | ۰      | ۰      | ۰    | ۰    | ۱     | ۰     |
| اینترمیلان  | ۲۳–۲۰۲۲     | سری آ       | ۲    | ۰   | ۰        | ۰        | ۰      | ۰      | ۰    | ۰    | ۲     | ۰     |
| مجموع اینتر | مجموع اینتر | مجموع اینتر | ۳    | ۰   | ۰        | ۰        | ۰      | ۰      | ۰    | ۰    | ۳     | ۰     |
| مجموع آمار  | مجموع آمار  | مجموع آمار  | ۳    | ۰   | ۰        | ۰        | ۰      | ۰      | ۰    | ۰    | ۳     | ۰     |

## افتخارات

### باشگاهی
اینتر میلان
- سوپرجام فوتبال ایتالیا(۱): ۲۰۲۲

## عملکرد ملی
زانوتی سابقه بازی در تیم‌های ملی زیر ۱۵ سال ایتالیا، زیر ۱۶ سال ایتالیا، زیر ۱۷ سال ایتالیا، زیر ۱۹ سال ایتالیا و زیر ۲۰ سال ایتالیا را دارد.